# Nantes Saint-Herblain Football Féminin
Maillots
Le Nantes Saint-Herblain Football Féminin était un club de football féminin français basé à Saint-Herblain et fondé en 1973 sous le nom d'Association Sportive Gagnerie, avant de devenir le Saint-Herblain Olympic Club en 1989, puis de se séparer de la section masculine du club en 2012 et de disparaitre en 2014
Le club fait partie à l'origine du club masculin du même nom fondé en 1963 et qui va changer de nom en 1989 lors de sa fusion avec l'Union Sportive de l'Association des Sociétaires du Golf. Les Herblinoises atteignent pour la première fois de leur histoire la Division 1 en 1980, après plusieurs années passées au sein de la Ligue atlantique. Le club s'inscrit alors durant dix années dans l'élite du football féminin français, avant de connaître un passage à vide dans les années 1990, où il disparait de la scène nationale. Ce n'est que dans les années 2000 que le club se stabilise en Division 2 et ce malgré un passage par la Division 3 en 2003.
L'équipe fanion du club, entrainée par Christophe Benmaza, participe au championnat de seconde division pour la 10e saison consécutive et évolue au stade du Val de Chézine.

## Histoire
En août 2008 a lieu à Saint-Herblain, un stage de l'équipe de France féminine où est convoquée Anne-Sophie Hardy, alors gardienne de l'équipe du SHOC[réf. nécessaire].
En 2012, la section féminine du Saint Herblain Olympic Club prend son indépendance et devient le Nantes Saint Herblain Football Féminin. Le nouveau club reprend l'intégralité des droits sportifs du SHOC féminin et évolue en division 2.

## Palmarès
Le tableau suivant liste le palmarès du club actualisé à l'issue de la saison 2011-2012 dans les différentes compétitions officielles au niveau national et régional.
| Compétitions régionales     | Équipes de jeunes           |
| Votre aide est la bienvenue | Votre aide est la bienvenue |

## Bilan saison par saison
Le tableau suivant retrace le parcours du club depuis la création du championnat de Division 1 sous le nom d'AS Gagnerie, sous le nom de Saint-Herblain OC entre 1989 et 2012, puis sous le nom de Nantes Saint-Herblain FF depuis 2012.
| Édition   | Division 1   | Division 2             | Division 3                           | Coupe de France   |
| 1974-1980 | …            | Championnat inexistant | Championnat inexistant               | Coupe inexistante |
| 1980-1981 | Premier Tour | Championnat inexistant | Championnat inexistant               | Coupe inexistante |
| 1981-1982 | Premier Tour | Championnat inexistant | Championnat inexistant               | Coupe inexistante |
| 1982-1983 | -            | Championnat inexistant | Championnat inexistant               | Coupe inexistante |
| 1983-1984 | -            | 5e (Gr. B)             | Championnat inexistant               | Coupe inexistante |
| 1984-1985 | -            | 4e (Gr. D)             | Championnat inexistant               | Coupe inexistante |
| 1985-1986 | -            | 3e (Gr. D)             | Championnat inexistant               | Coupe inexistante |
| 1986-1987 | 4e (Gr. E)   | -                      | Championnat inexistant               | Coupe inexistante |
| 1987-1988 | 5e (Gr. C)   | -                      | Championnat inexistant               | Coupe inexistante |
| 1988-1989 | 7e (Gr. C)   | -                      | Championnat inexistant               | Coupe inexistante |
| 1989-1990 | 8e (Gr. B)   | -                      | Championnat inexistant               | Coupe inexistante |
| 1990-1991 | 7e (Gr. C)   | -                      | Championnat inexistant               | Coupe inexistante |
| 1991-1992 | 7e (Gr. B)   | -                      | Championnat inexistant               | Coupe inexistante |
| 1992-2000 | …            | …                      | Championnat inexistant               | Coupe inexistante |
| 2000-2001 | -            | 2e (Gr. C)             | Championnat inexistant               | Coupe inexistante |
| 2001-2002 | -            | 6e (Gr. C)             | Championnat inexistant               | non connu         |
| 2002-2003 | -            | -                      | 1er (Gr. D) 2e (Tournoi Final Gr. A) | 16e de finale     |
| 2003-2004 | -            | 7e (Gr. A)             | -                                    | 8e de finale      |
| 2004-2005 | -            | 8e (Gr. A)             | -                                    | 16e de finale     |
| 2005-2006 | -            | 7e (Gr. A)             | -                                    | non connu         |
| 2006-2007 | -            | 6e (Gr. A)             | -                                    | non connu         |
| 2007-2008 | -            | 8e (Gr. A)             | -                                    | 8e de finale      |
| 2008-2009 | -            | 5e (Gr. A)             | -                                    | 1er Tour Fédéral  |
| 2009-2010 | -            | 4e (Gr. B)             | -                                    | 1er Tour Fédéral  |
| 2010-2011 | -            | 5e (Gr. B)             | Championnat inexistant               | 8e de finale      |
| 2011-2012 | -            | 3e (Gr. B)             | Championnat inexistant               | 32e de finale     |
| 2012-2013 | -            | 5e (Gr. B)             | Championnat inexistant               | 64e de finale     |

## Identité visuelle

Logo de 1989 à 2012
Logo à partir de 2012